# سیدرنو
سیدرنو (به ایتالیایی: Siderno) یک کومونه در ایتالیا است که در استان رجو کالابریا واقع شده‌است.

## خصوصیات
سیدرنو ۳۱ کیلومترمربع مساحت و ۱۸٬۱۸۷ نفر جمعیت دارد و ۴ متر بالاتر از سطح دریا واقع شده‌است.

## خواهرخوانده
شهر ساسو مارکونی خواهرخواندهٔ سیدرنو هست.